# 건십

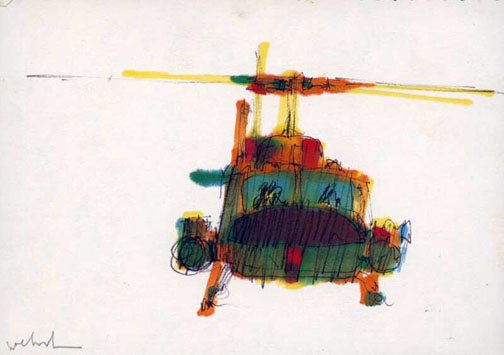
존 오 웨어(John O. Wehrle)가 그린 건십, 미군의 베트남 전투 예술 프로그램 팀 I(CAT I 1966). 베트남 전 동안 무장된 헬리콥터들은 전투 작전에서 중요한 역할을 하였다.

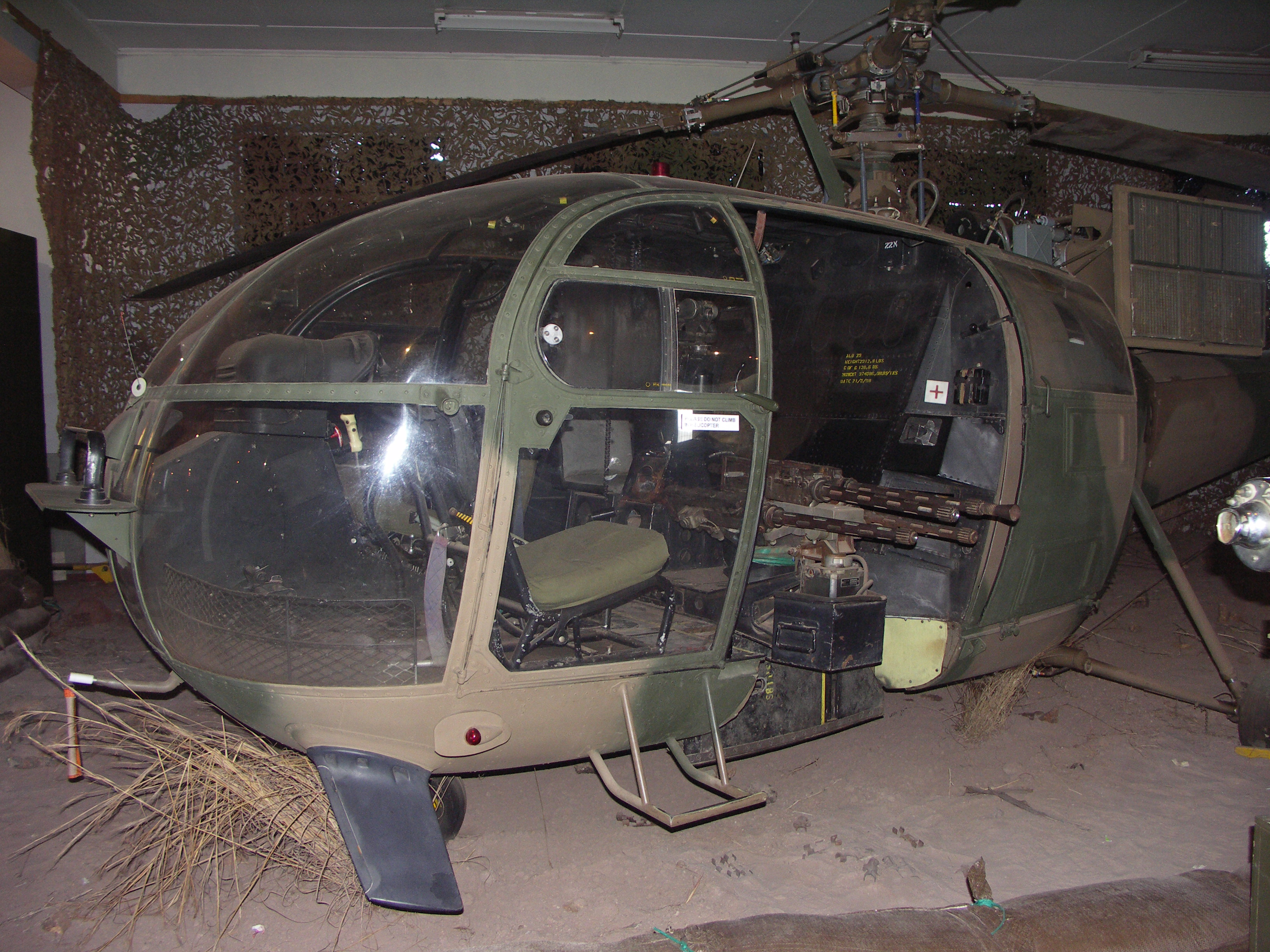
알루엣(Aérospatiale Alouette III) 헬리콥터, 측면에 무기를 장착하는 데 있어서 동기부여를 하였다.

건십(gunship)은 몇가지 맥락에 사용된다. 건십이란 용어는 대부분 경보트 또는 비행기가 중무장된 것을 뜻한다.

## 해군
원래 해군에서 사용되던 용어로, 19세기에 흔했던 포함(砲艦)에 대한 것이다.

## 군사 항공
고정익 항공기의 범주에서, 건십은 지상 또는 해상의 목표물을 중화기로 공격하는 항공기를 말한다. 대부분, 건십은 목표물 상공에서 선회비행을 하면서 포신을 돌려 공격한다. 통상적으로 전면부에서 공격하는 비행기의 장비와 대조가 된다. 전면 공격 무기는 타겟을 지나치면서 공격을 시도하기 때문이다.
회전익 항공기(헬리콥터)는 다양한 전투방법으로 사용된다. 중무장된 헬리콥터 역시 건십으로 불린다. 명확하게는 공격을 주로 하는 헬리콥터 또한 건십으로 불린다. 이러한 종류의 건십은 기관총, 자동 조준포, 미사일 등을 사용한다.

### 역사
주목할만한 첫 번째 기종은 1964년, 베트남전 때 만들어졌다. 유명한 C-47 다코다 수송기를 성공적으로 개조하여 원을 그리며 비행하여, 동체의 측면에서 사격을 가능하게 했다. 드래곤쉽(Dragonship) 또는 퍼프(Puff), 매직 드래곤(Masic Dragon)으로 잘 알려지게 되었다(공식적인 디자인은 FC-47 이었고, 정확히는 AC-47이다).

## 건십들
- 알루엣 헬리콥터 변형(Aérospatiale Alouette III variants)
- 보잉 AH-6(Boeing AH-6)
- 벨 OH-58 카이오와 변형(Bell OH-58 Kiowa variant)
- 벨 UH-1 이러쿼이 변형(Bell UH-1 Iroquois variant)
- 록히드 AC-130(Lockheed AC-130)
- 밀 Mi-24(Mil Mi-24)
- UH-60 블랙 호크(MH-60L Direct Action Penetrator (DAP))